# Enicospilus heliothidis
Enicospilus heliothidis är en stekelart som beskrevs av Henry Lorenz Viereck 1913. Enicospilus heliothidis ingår i släktet Enicospilus och familjen brokparasitsteklar. Inga underarter finns listade i Catalogue of Life.